# Ratzenwinden
Ratzenwinden (fränkisch: Ratsewin) ist ein Gemeindeteil der Gemeinde Sachsen bei Ansbach im Landkreis Ansbach (Mittelfranken, Bayern). Die Gemarkung Ratzenwinden liegt teils auf dem Gemeindegebiet von Sachsen bei Ansbach, teils auf dem Gemeindegebiet von Lichtenau. Sie hat eine Fläche von 5,858 km² und ist in 565 Flurstücke aufgeteilt, die eine durchschnittliche Flurstücksfläche von 10.367,41 m² haben. In ihr liegen neben dem namensgebenden Ort die Gemeindeteile Oberrammersdorf, Obere und Untere Walkmühle und Steinhof.

## Geografie
Das Dorf liegt am Büchenbach, einem rechten Zufluss der Fränkischen Rezat, und an einem namenlosen Bach, der dort rechts in den Büchenbach mündet. Im Südwesten liegt das Waldgebiet Egerten, im Südosten die Keferloh und im Norden das Bergholz. 0,5 km östlich liegt die Flur Stritthoffeld.
Es führen Gemeindeverbindungsstraßen nach Wallersdorf (1,5 km nordwestlich), nach Wolfartswinden (0,9 km südlich), an der Oberen und Unteren Walkmühle vorbei nach Steinbach (2 km nördlich) und am Steinhof vorbei zur Kreisstraße AN 1 bei nach Oberrammersdorf (1,6 km südöstlich).

## Geschichte
911 wurde von König Konrad I. auf dem Reichstag zu Forchheim beschlossen, Wenden aus dem Maingebiet dem Gumbertuskloster Ansbach zuzuweisen. Diese wurden im 10. Jahrhundert in einem Ring um Ansbach angesiedelt. 1111 wurde der Ort als „Racenwineden“ erstmals urkundlich erwähnt. An dem Grundwort „–winden“ ist erkennbar, dass es sich bei diesem Ort um eine Wendensiedlung handelt. Bestimmungswort des Ortsnamens ist der slawische Personenname „Razzo“, der wohl das Oberhaupt dieser Siedlergemeinschaft war.
Während Dreißigjährigen Krieg verödeten alle acht Anwesen. Um 1660 wurde der erste Hof von Arnold Matthes erworben und instand gesetzt.
Laut der Amtsbeschreibung des nürnbergischen Pflegamtes Lichtenau aus dem Jahr 1748 zählte der Ort zur Hauptmannschaft Sachsen. Es gab 10 Untertansfamilien, die alle aber fremdherrisch waren.
Gegen Ende des 18. Jahrhunderts gab es in Ratzenwinden zehn Anwesen und ein Gemeindehirtenhaus. Das Hochgericht übte das Hofkastenamt Ansbach aus, die Dorf- und Gemeindeherrschaft hatte das Stiftsamt Ansbach. Die Grundherrschaft über alle Anwesen hatte Brandenburg-Ansbach (Hofkastenamt Ansbach: Obere Walkmühle, Untere Walkmühle; Stiftsamt Ansbach: 3 Höfe, 1 Halbhof, 3 Güter, 1 Söldengut). Es gab zu dieser Zeit zwölf Untertansfamilien. Von 1797 bis 1808 unterstand der Ort dem Justiz- und Kammeramt Ansbach.
Im Topo-geographisch-statistischen Lexicon vom Königreiche Bayern (1832) wird der Ort folgendermaßen beschrieben:

„Ratzenwinden, Radenwinden, Dorf mit 12 H[äusern], 2 Mühlen und 85 E[inwohnern], im L[an]dg[ericht] Ansbach, 21⁄2 St[unden] von dessen Sitze entfernt. Der Ort hatte im 12. Jahrh[undert] seinen eigenen Adel, von dem das Stift Onolzbach eine Besitzung erhielt, die es durch Ankauf verschiedener Güter und Rechte von den Herren v. Eyb und Dörrer vermehrte und über welche es einen Verwalter setzte.“

1806 kam Ratzenwinden an das Königreich Bayern. Im Rahmen des Gemeindeedikts wurde Ratzenwinden dem 1808 gebildeten Steuerdistrikt Brodswinden und der 1811 gegründeten Ruralgemeinde Brodswinden zugeordnet.
1818 stellte Ratzenwinden einen Antrag mit Oberrammersdorf, Obere und Untere Walkmühle eine Ruralgemeinde zu bilden, was jedoch abgelehnt wurde. Ein erneuter Antrag im Jahr 1836 wurde am 10. August selbigen Jahres genehmigt. Die Gemeinde Ratzenwinden war in Verwaltung und Gerichtsbarkeit dem Landgericht Ansbach zugeordnet und in der Finanzverwaltung dem Rentamt Ansbach (1919 in Finanzamt Ansbach umbenannt). 1845 wurde auf dem Gemeindegebiet der Steinhof gegründet. Ab 1862 gehörte Ratzenwinden zum Bezirksamt Ansbach (1939 in Landkreis Ansbach umbenannt). Die Gerichtsbarkeit blieb bis 1870 beim Landgericht Ansbach, von 1870 bis 1879 war das Stadt- und Landgericht Ansbach zuständig, seit 1880 ist es das Amtsgericht Ansbach. Die Gemeinde hatte 1964 eine Gebietsfläche von 5,700 km².
Am 31. Dezember 1971 wurde die Gemeinde im Zuge der Gebietsreform in Bayern aufgelöst: Oberrammersdorf wurde nach Lichtenau eingemeindet, die übrigen Gemeindeteile nach Sachsen.

## Einwohnerentwicklung
Gemeinde Ratzenwinden
| Jahr      | 1840   | 1852   | 1855   | 1861   | 1867   | 1871   | 1875   | 1880   | 1885   | 1890   | 1895   | 1900   | 1905   | 1910   | 1919   | 1925   | 1933   | 1939   | 1946   | 1950   | 1952   | 1961   | 1970   |
| Einwohner | 177    | 192    | 207    | 224    | 210    | 204    | 192    | 206    | 194    | 201    | 190    | 172    | 183    | 186    | 204    | 199    | 194    | 186    | 245    | 264    | 270    | 197    | 183    |
| Häuser    | 30     |        |        |        |        | 38     |        |        | 41     | 41     |        | 41     |        |        |        | 36     |        |        |        | 41     |        | 41     |        |
| Quelle    | [ 22 ] | [ 23 ] | [ 23 ] | [ 24 ] | [ 25 ] | [ 26 ] | [ 27 ] | [ 28 ] | [ 29 ] | [ 30 ] | [ 23 ] | [ 31 ] | [ 23 ] | [ 32 ] | [ 23 ] | [ 33 ] | [ 23 ] | [ 23 ] | [ 23 ] | [ 34 ] | [ 23 ] | [ 18 ] | [ 35 ] |

Ort Ratzenwinden
| Jahr      | 001818 | 001840 | 001861 | 001871 | 001885 | 001900 | 001925 | 001950 | 001961 | 001970 | 001987 |
| Einwohner | 85     | 91     | 110 *  | 85     | 79     | 78     | 94     | 122    | 102    | 91     | 78     |
| Häuser    | 12     | 13     |        |        | 18     | 18     | 17     | 18     | 21     |        | 20     |
| Quelle    | [ 36 ] | [ 22 ] | [ 24 ] | [ 26 ] | [ 29 ] | [ 31 ] | [ 33 ] | [ 34 ] | [ 18 ] | [ 35 ] | [ 1 ]  |

## Religion
Der Ort ist seit der Reformation evangelisch-lutherisch geprägt und nach St. Alban (Sachsen bei Ansbach) gepfarrt. Die Einwohner römisch-katholischer Konfession sind nach St. Johannes (Lichtenau) gepfarrt.